# Coluccio Salutati

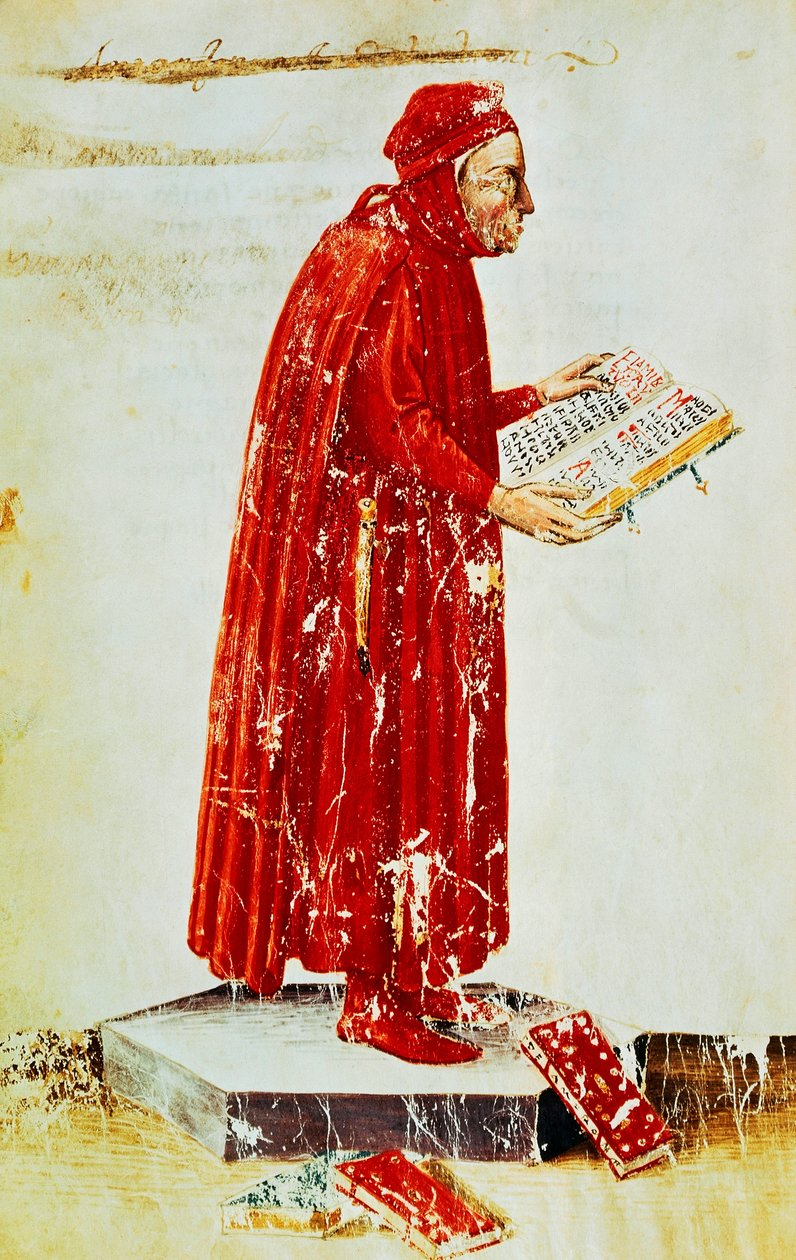
Coluccio Salutati.

Coluccio Salutati (Stignano, Bugiano, 16 de febrero de 1331-Florencia, 4 de mayo de 1406) fue un humanista y político italiano.

## Biografía
Nacido junto a Lucca y educado en Bolonia, se formó en la escuela de  retórica del amigo de Francesco Petrarca, Pietro da Muglio, y se convirtió en canciller de Florencia en 1375, poco después del fallecimiento de Petrarca y Giovanni Boccaccio. Aunque había tenido frecuentes contactos con ambos, su amistad con el primero nunca pasó de epistolar.
En contraste con el cantor de Laura, fue un patriota florentino y un espíritu pragmático, frente al abstracto nacionalismo romano de aquel. Incluso compuso un opúsculo, De vita associabili et operativa, que parece una respuesta al De vita solitaria de Petrarca. Fue, en efecto, un activísimo epistológrafo y se conservan todavía centenares de cartas particulares suyas. Incluso como canciller de Florencia fue el escritor oficial de las mismas para la república y se conservan también varios centenares. No en vano fue un entusiasta divulgador de las Epistulae ad familiares de Cicerón, cuyos dieciséis libros se hizo copiar en 1392.
Valoró mucho el espíritu cívico de Cicerón. Era un lector voraz, amante sobre todo de la poesía, a la que colocaba por encima de las demás artes, pero también reflexivo y atento a cuestiones de crítica textual, religión y filosofía. Aunque no fue un humanista muy fecundo, fue un importante maestro, accesible para las generaciones jóvenes. 
Su obra en prosa más importante fue una interpretación alegórica de los doce trabajos de Hércules, que quedó incompleta. Puede ser considerado el primer escritor del Renacimiento sobre teoría poética y crítica literaria. Pese a que no conocía el griego, se preocupó por traer a un buen maestro de ese idioma a Florencia para que enseñase a los eruditos locales: el erudito bizantino Manuel Crisoloras. Los alumnos de Salutati, entre ellos Leonardo Bruni, se convirtieron en entusiastas discípulos de Crisoloras.

## Obra
- Epistolario
- Invectiva, 1403
- De saeculo et religione («Del siglo y la religión»), 1381
- De fato, fortuna et casu («Del hado, la fortuna y la casualidad»), 1396–1399
- De nobilitate legum et medicinae («De nobleza de las leyes y la medicina»), 1399
- De tyranno («Del tirano»), 1400
- De laboribus Herculis («De los trabajos de Hércules»), incompleto.